# Misturador
Em hidráulica, um misturador ou válvula termostática é um dispositivo capaz de regular o fluxo de fluido quente e frio, a fim de obter uma determinada temperatura desejada. Ou seja, é um tipo de termostato que opera juntamente a uma válvula, regulando o fluxo de fluido. É um equipamento muito comum em motores de combustão interna, usado para garantir o correto arrefecimento do motor. Basicamente há dois tipos de construção de válvulas termostáticas:
- válvula termostática com elemento de trabalho em cera. Estas são constituídas por uma válvula de disco e um elemento de trabalho repleto de cera especificamente produzida para esta aplicação;
- Válvula termostática com aquecimento por meio de resistência elétrica. Este tipo de termostatos também dispõe de um elemento de trabalho em cera. Contudo, o elemento é aquecido pelo líquido refrigerante e por uma resistência elétrica.